# Diphysa carthagenensis
Diphysa carthagenensis är en ärtväxtart som beskrevs av Nikolaus Joseph von Jacquin. Diphysa carthagenensis ingår i släktet Diphysa och familjen ärtväxter. IUCN kategoriserar arten globalt som livskraftig. Inga underarter finns listade i Catalogue of Life.